# Altpreußisches Garnisonregiment No. I (1756)
Das Garnisonbataillon Nr. I war ein Infanterieverband der Preußischen Armee.

## Geschichte
Dieses Regiment wurde 1714 in der Stärke eines Bataillons errichtet und dem damaligen Oberst Jacques de Brion verliehen. Zur Formation wurden Invaliden aus Festung Memel herangezogen. Es wurde im Jahr 1735 um eine Grenadierkompanie vergrößert. Im Jahr 1740 teilte König Friedrich II. dem Bataillon eine zweite Grenadierkompanie zu. Zu deren Formation mussten die Infanterieregimenter Nr. 2, 4, 11, 14 und 16 die kleinsten Leute abgeben. Gleichzeitig erging der Befehl, dass das Garnisonbataillon selbst die geeignetste Mannschaft zur Errichtung der neuen Feldregimenter zur Disposition stellen und den Abgang durch Neuangeworbene zu ersetzen hatte. Den Stamm des Bataillons erweiterte der König 1743 um ein zweites, 1756 um ein drittes und viertes Bataillon aus ausländischen Rekruten. Die beiden Grenadierkompanien des Regiments wurden 1745 auf den Feldetat gesetzt und zur Bildung des stehenden Grenadierbataillons „Weyherr“ verwendet. Im Jahr 1787 gab das Regiment vier Kompanien zum Stamm des Füsilierbataillons „von Thiele“ ab, das 1806 den Namen „von Wakenitz“ führte und zur ersten Ostpreußischen Füsilier-Brigade gehörte.
Zur Errichtung von Depotbataillonen wurden von dem Regiment im Jahre 1788 für die Infanterieregimenter „von Donnersmarck“, „Voß“, „Wildau“, „Romberg“, „Favrat“ je drei Kompanien genommen. Die Leibkompanie wurde zur Besatzung des Forts Lyck im Spirdingsee verwandt. Bei der Reorganisation des Heeres im Jahre 1807 wurde das Füsilierbataillon Nr. 3 zur Formation des Stamms des 6. Infanterie-Regiments genutzt.

## Gefechtskalender
Zwei Kompanien des 1787 errichteten Füsilierbataillons „von Thiele“ haben 1759 bei Kunersdorf, 1760 bei Torgau und 1761 bei Saalfeld gekämpft. Dagegen stand das Regiment 1757 den Russen und 1758 den Schweden in Pommern gegenüber, worauf 1759 ein Bataillon desselben in der Swinemünder Schanze und ein Bataillon in Wollin in schwedische Kriegsgefangenschaft geriet. Im Jahre 1761 verteidigte das Regiment höchst ehrenvoll Kolberg. Es musste sich aber bei der aus Mangel an Lebensmitteln am 16. Dezember erfolgten Kapitulation dem russischen General Romanzow ergeben, der seit dem 27. August die Festung belagert hatte.

## Kommandeure
- 1714–1722 Jacques de Brion, Generalmajor und Kommandant von Memel
- 1724–1755 Ludwig von l’Hospital, General der Infanterie und Kommandant von Memel
- 1755–1757 Christoph Georg von Luck, Oberst
- 1757–1771 Werner Friedrich von Puttkamer, Oberst und Kommandant von Memel
- 1771–1786 Friedrich Sylvius von Hallmann, Oberst
- 1786–1788 Karl Ernst von Bose, Generalmajor